# コノトプ市電
コノトプ市電（ウクライナ語: Конотопський трамвай）は、ウクライナ・スームィ州の都市であるコノトプ市内で運行する路面電車。2023年現在はコノトプスカヤ路面電車管理会社（КП «Конотопське трамвайне управління»）が所有する。

## 歴史
現：ウクライナの都市・コノトプに路面電車を建設する計画は1910年代には既に存在していたが、第一次世界大戦の影響で実現せず、第二次世界大戦（大祖国戦争）後に再度計画が持ち上がった際も現在のスームィ州にあたる地域における他の交通計画が優先されていた。そのため、地元の労働者の訴えにより、当時のソビエト連邦（ソ連）が直接計画に携わる形で1949年4月24日から建設が始まり、ヨシフ・スターリンの誕生日に合わせた同年12月21日から営業運転を開始した。開業初期の車両はモスクワ市電やキエフ市電の譲渡で賄われた。
当初は全長4 km、1系統のみの運行であったが、1955年に延伸が行われた後、1956年に第2の路線が運行を開始して以降は路線の拡張が続き、1975年には4つの系統が運行する路線網が築かれた。また1970年代から1980年代にかけて一部区間の複線化工事が行われた。車両についても1972年以降ウスチ＝カタフスキー車両製造工場製のKTM-5の導入が続き、1980年代の終わりには40両以上が在籍していた。路線網については1987年には線路の総延長が27 kmに拡大した一方、4号線が2号線に吸収され、以降は3つの系統による運行が続いている。
ソビエト連邦の崩壊後、経済的な混乱やモータリゼーションの進展の中でもコノトプ市電は営業運転を続けていたが、2010年代に入ると部品の盗難や放火などの外的要因に加えて賃金の未払いなどの混乱が続き、2018年には労働者によるストライキによる運行停止という事態も起きた。ただしその後問題が解決された事で同年中に路面電車の運行が再開している。また、施設の更新費用を削減するため、2019年以降は各都市で使用されていた中古車両を譲受する形での車両の置き換えを実施している。

## 運行
2020年現在、コノトプ市電は以下の3系統が運行している。車両の位置情報はウェブサイト「イージーウェイ（Easyway）」から閲覧可能である。運賃は3フリヴニャで、1か月分の定期券も発行されている。
| 系統番号 | 起点             | 終点                | 営業キロ | 運行時間         | 運行間隔 | 備考・参考 |
| -------- | ---------------- | ------------------- | -------- | ---------------- | -------- | ---------- |
| 1        | Деповська вулиця | Загребелля          | 6.92km   | 5時45分-21時00分 | 20分     |            |
| 2        | Вулиця Рябошапка | Завод "Мотордеталь" | 10.9km   | 5時45分-23時00分 | 20分     |            |
| 3        | Деповська вулиця | Селище КВРЗ         | 4.67km   | 6時28分-23時00分 | 50分     |            |

系統図
1号線
2号線
3号線

## 車両
2023年時点でコノトプ市電の営業運転に使用されている車両は12両である。過去には各都市からの中古車両に加え、1986年まで終端にループ線が設置されていなかった3号線には同年までキーウ電気輸送工場（Київський завод електротранспорту）製の両運転台車両であるKTV-57が使用されていた。
下記の車両に加え、2023年にはロシアによるウクライナ侵攻からの復興支援の一環として、ポーランドのワルシャワ市電（ワルシャワ）で廃車となったコンスタル105Naが合計23両譲渡される事が決まっている。同年2月末までに最初の13両がコノトプへ輸送される予定となっており、これらの支援への感謝を示す形でコノトプでは通りの1つの名前を「ワルシャワ通り」（Warshavska）と改名する。また、同年6月にはチェコのオストラヴァ市電（オストラヴァ）からもタトラT3とタトラT6A5、合計25両が譲渡される事が決定しており、それに感謝する形で通りの1つが「オストラヴァ通り」と命名される。
| 形式      | 導入初年 | 両数 (2023年時点) | 備考                                                                                |
| --------- | -------- | ----------------- | ----------------------------------------------------------------------------------- |
| KTM-5     | 1972     | 9両               | 営業運転に使用されているのは7両 開業55周年を迎えた2004年以降1両が静態保存されている |
| K-1       | 2007     | 1両               | 2023年時点で運用離脱中                                                              |
| タトラT3A | 2019     | 5両               | 元リガ市電(ラトビア：リガ)の車両                                                    |

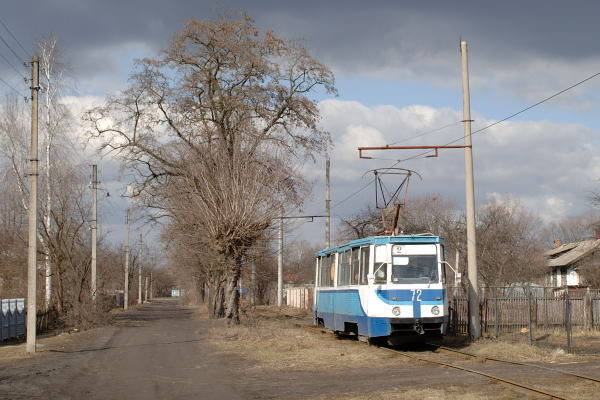
KTM-5
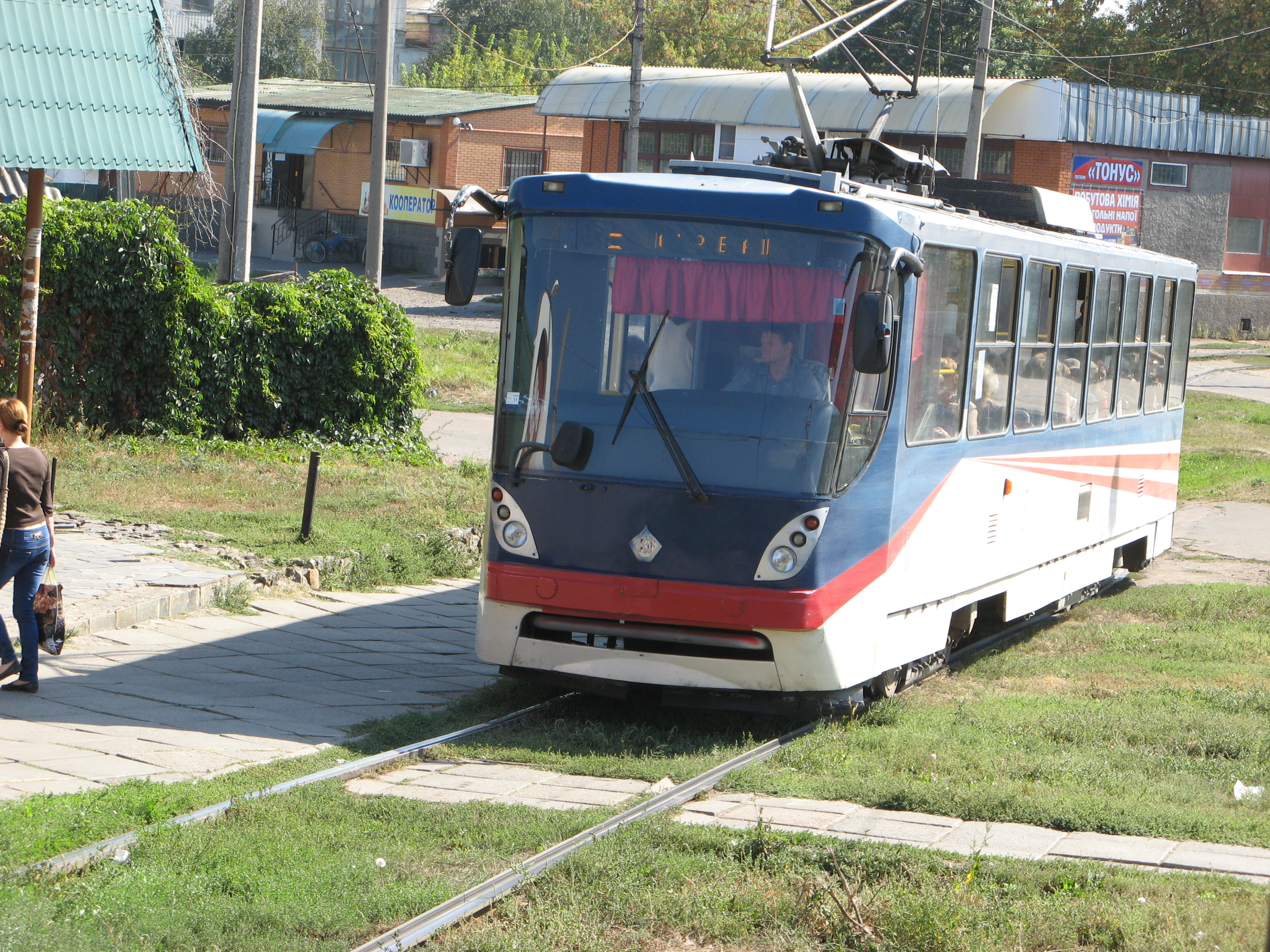
K-1
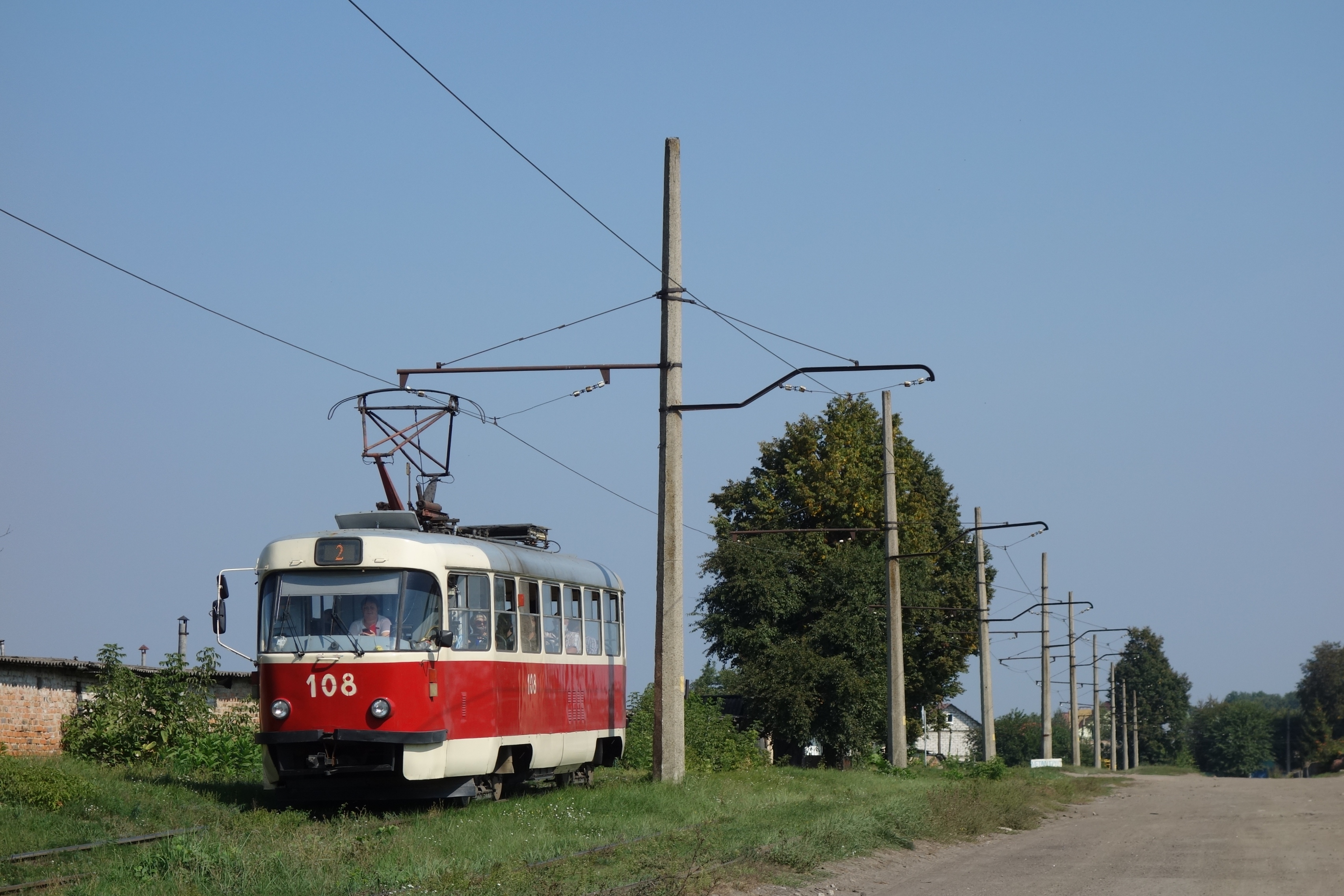
タトラT3A
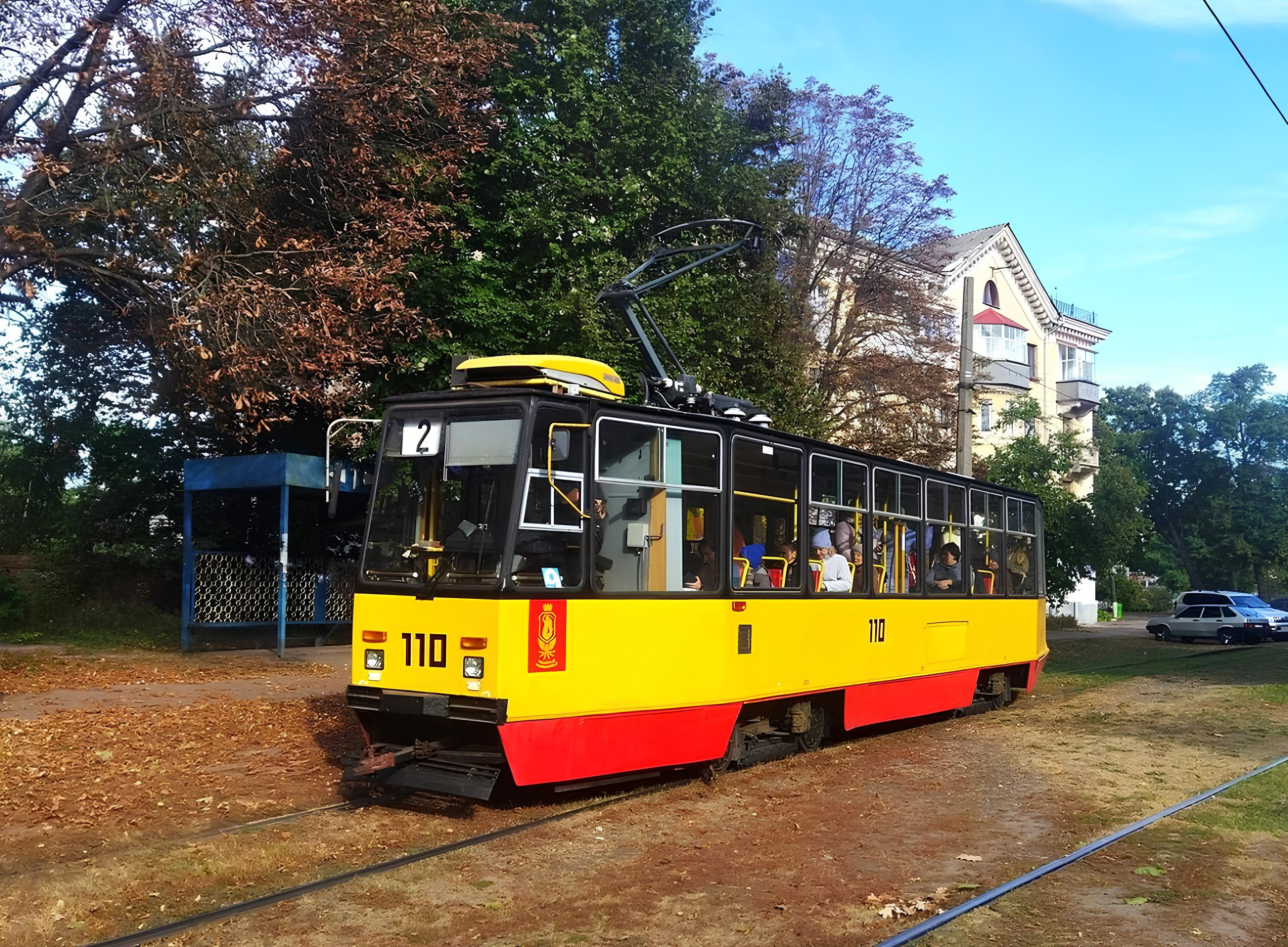
コンスタル105Na